# Campos (Baleares)
Campos (anteriormente conocido como Campos del Puerto) es una localidad y municipio español situado en la parte meridional de Mallorca, en las Islas Baleares. A orillas del mar Mediterráneo, este municipio limita con los de Llucmajor, Porreras, Felanich, Santañí y Las Salinas.
El municipio campanero comprende los núcleos de población de Campos, La Rápita (sa Ràpita), Alto de la Rápita (Dalt de sa Ràpita), El Paraíso (sa Vinyola), Las Covetas (ses Covetes), La Sorda (sa Sorda) y El Palmer (es Palmer).

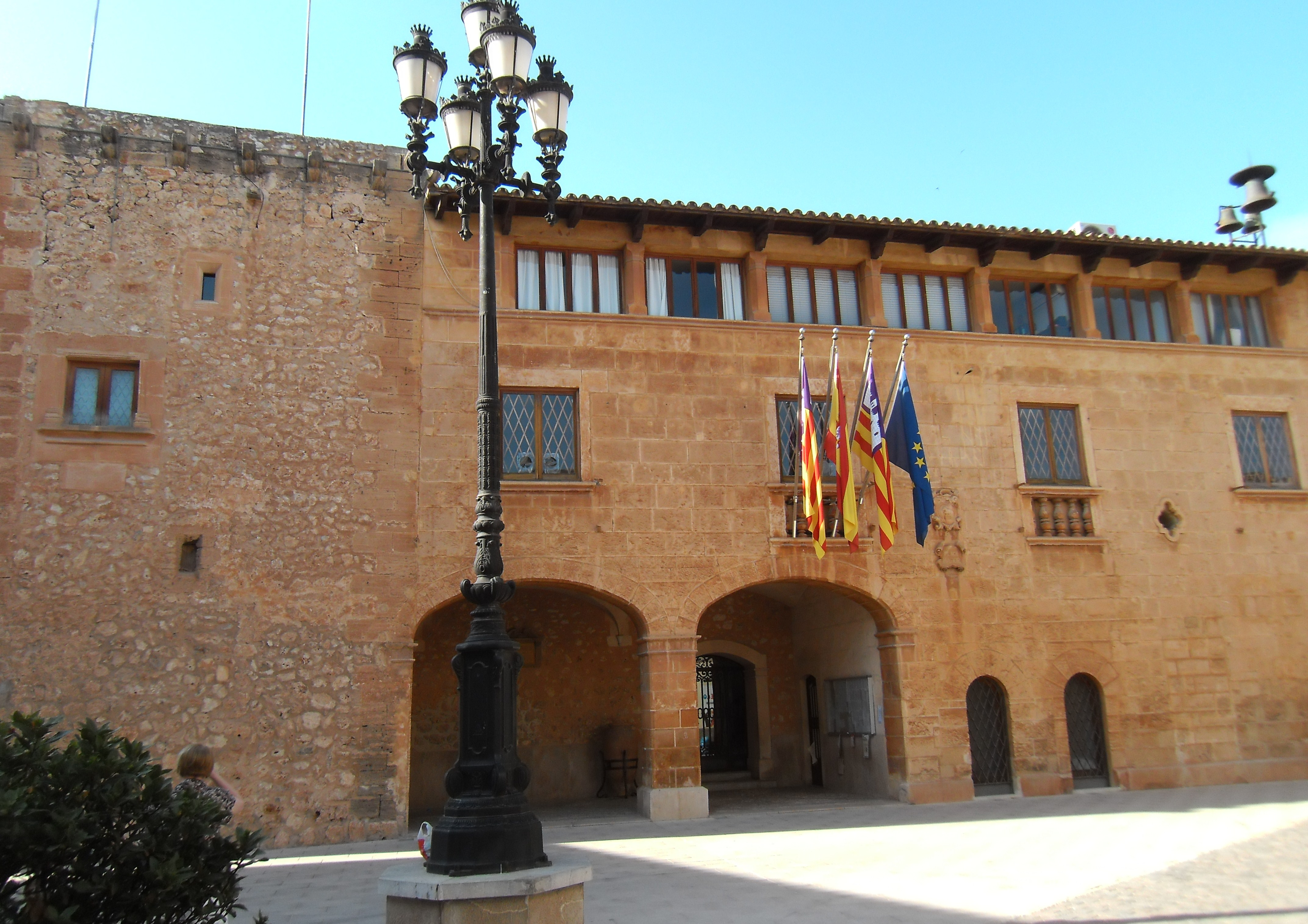
Ayuntamiento de Campos

## Toponimia
El origen del topónimo del municipio es anterior a la conquista musulmana. El nombre proviene de la palabra latina campus apelmazado en mozárabe terminación plural -os, de hecho es una vasta llanura cubierta de campos y pantanos. Una etimología popular caprichosa es que campus es una contracción de campo y ós osos Alcance del oso. Esto es lo que explica la figura de un oso pardo de pie en el escudo del pueblo, aunque nunca ha habido osos en la isla de Mallorca.
Hasta la reforma de la nomenclatura municipal de 1916 el municipio se llamaba simplemente Campos. En dicha fecha su nombre fue modificado por el de Campos del Puerto. En 1988 recuperó el topónimo Campos.

## Símbolos
El escudo del pueblo está formado por un oso levantado con tonalidades rojizas sobre un fondo plateado.

## Historia
El pueblo se fundó a principios del siglo XIV, derivado de las Ordenaciones de Jaime II de Mallorca, cuando se establecieron los principales pueblos de la isla. El origen del topónimo del municipio es anterior a la conquista musulmana.

## Economía
La economía de este municipio ha estado ligada desde su fundación a la agricultura. Sus tierras son fértiles por lo que se desarrolló, hasta hace pocos años, una agricultura basada en cultivos de regadío.
Actualmente los dos núcleos costeros se han desarrollado a partir de los viejos núcleos de recreo de los habitantes del pueblo.

## Demografía
Campos cuenta con una población de 12 163 habitantes (INE 2024).
| Gráfica de evolución demográfica de Campos entre 1842 y 2021 |
| |
| Población de derecho según los censos de población del INE Población de hecho según los censos de población del INEEn estos censos se denominaba Campos del Puerto: 1920, 1930, 1940, 1950, 1960, 1970 y 1981 |

| Entidad de población | Habitantes (2021) |
| -------------------- | ----------------- |
| Campos               | 10162             |
| Las Covetas          | 71                |
| El Palmer            | 14                |
| La Rápita            | 998               |
| La Sorda             | 5                 |
| Alto de la Rápita    | 111               |
| El Paraíso           | 78                |
| Total                | 11425             |

|         | 1960 | 1970 | 1981 | 1986 | 1991 | 1996 | 1998 | 1999 | 2000 | 2001 | 2002 | 2005 | 2019   |
| ------- | ---- | ---- | ---- | ---- | ---- | ---- | ---- | ---- | ---- | ---- | ---- | ---- | ------ |
| Hombres | 3492 | 3304 | 3246 | 3180 | 3207 | 3339 | 3478 | 3542 | 3568 | 3598 | 3989 | 4082 | 5433   |
| Mujeres | 3447 | 3364 | 3245 | 3220 | 3207 | 3396 | 3466 | 3498 | 3506 | 3534 | 3909 | 4040 | 5429   |
| Total   | 6939 | 6668 | 6491 | 6400 | 6414 | 6735 | 6944 | 7040 | 7074 | 7132 | 7330 | 8122 | 10 862 |

## Administración y política
| Partido político                                   | 2023  | 2023  | 2023       | 2019                | 2019                | 2019                | 2015  | 2015  | 2015       | 2011    | 2011    | 2011       | 2007    | 2007    | 2007       |
| Partido político                                   | %     | Votos | Concejales | %                   | Votos               | Concejales          | %     | Votos | Concejales | %       | Votos   | Concejales | %       | Votos   | Concejales |
| Partido Popular (PP)                               | 63,69 | 3337  | 12         | 50,90               | 2543                | 10                  | 58,13 | 2803  | 9          | 45,42   | 2314    | 6          | 33,70   | 1640    | 5          |
| Partit Socialista de les Illes Balears (PSIB-PSOE) | 13,36 | 700   | 2          | Con Endevant Campos | Con Endevant Campos | Con Endevant Campos | 9,71  | 468   | 1          | Con CpC | Con CpC | Con CpC    | Con CpC | Con CpC | Con CpC    |
| Més (PSM-IV-EN-APIB)                               | 11,96 | 627   | 2          | 15,01               | 750                 | 2                   | 18,83 | 908   | 2          | Con CpC | Con CpC | Con CpC    | Con CpC | Con CpC | Con CpC    |
| Vox                                                | 6,62  | 347   | 1          | 6,04                | 302                 | 1                   | —     | —     | —          | —       | —       | —          | —       | —       | —          |
| Proposta per les Illes (PI)                        | 3,03  | 159   | 0          | 5,26                | 263                 | 1                   | 7,47  | 360   | 1          | —       | —       | —          | —       | —       | —          |
| Ciudadanos (CS)                                    | —     | —     | —          | 3,42                | 171                 | 0                   | —     | —     | —          | —       | —       | —          | —       | —       | —          |
| Endavant Campos                                    | —     | —     | —          | 18,59               | 929                 | 3                   | —     | —     | —          | —       | —       | —          | —       | —       | —          |
| A+A                                                | —     | —     | —          | —                   | —                   | —                   | —     | —     | —          | 30,72   | 1565    | 4          | —       | —       | —          |
| Campos pel Canvi (CpC)                             | —     | —     | —          | —                   | —                   | —                   | —     | —     | —          | 19,82   | 1010    | 3          | 23,28   | 1133    | 3          |
| Convergència per les Illes (CxI)                   | —     | —     | —          | —                   | —                   | —                   | —     | —     | —          | 2,08    | 106     | 0          | —       | —       | —          |
| Unió Mallorquina (UM)                              | —     | —     | —          | —                   | —                   | —                   | —     | —     | —          | —       | —       | —          | 33,52   | 1631    | 5          |
| Volem Campos (VC)                                  | —     | —     | —          | —                   | —                   | —                   | 4,25  | 205   | 0          | —       | —       | —          | —       | —       | —          |
| Partit Liberal de Campos (PLC)                     | —     | —     | —          | —                   | —                   | —                   | —     | —     | —          | —       | —       | —          | 5,22    | 254     | 0          |
| Unió Campanera (UCam)                              | —     | —     | —          | —                   | —                   | —                   | —     | —     | —          | —       | —       | —          | 2,94    | 143     | 0          |
| Agrupació Social Independent (ASI)                 | —     | —     | —          | —                   | —                   | —                   | —     | —     | —          | 0,27    | 14      | 0          | —       | —       | —          |

## Cultura

### Patrimonio
- La iglesia de San Julián se edificó entre los años 1858 y 1873. El edificio es de estilo neoclásico. Se conserva el campanario del siglo XVI y algunas capillas más antiguas del siglo XVIII. En el interior destaca la gran bóveda y la luminosidad de las paredes blancas con detalles dorados. El museo parroquial está dentro de las dependencias eclesiásticas.
- El pueblo de Campos disponía de un sistema de defensa urbano formado por siete torres de defensa de base cuadrada que protegía el pueblo de ataques enemigos impidiendo el acceso al interior. Están repartidas dentro del centro histórico y fueron construidas en el siglo XVI.
- El auditorio municipal era la iglesia del antiguo hospital de Campos. Edificada en el siglo XVI es de estilo gótico con bóvedas de crucería.
- En el siglo XVII se fundó el convento de San Francisco. Cabe destacar la fachada barroca y los retables del interior. El claustro tiene un interesante valor histórico y artístico.
- El oratorio de San Blas es una de las primeras iglesias de Mallorca, ya que se construyó después de la conquista conservando un estilo gótico primitivo de pequeñas dimensiones. El oratorio tiene un jardín, antes cementerio.
- El Velódromo de Campos, conocido popularmente como Sa Pista, fue uno de los más importantes de España. Fue inaugurado en 1935 y actualmente se encuentra en desuso.
- La playa del Trench tiene un gran valor natural y paisajístico, ya que es una zona de arenal con dunas totalmente intactas. Actualmente se está estudiando convertir esta zona en parque natural.
- El espacio natural de El Trench-Salobrar de Campos es la zona de más valor ecológico de Campos. Muchas aves visitan y viven en esta zona. El junco, el tamariz y el hinojo marino forman un paisaje especial de alto interés.
- Las únicas Termas/Baños Termales naturales de las Islas Baleares: Balneario de San Juan de la Fuente Santa.
- Su tierra rojiza hace posible que nazca de forma natural la planta de las alcaparras (y hace típico su paisaje veraniego). Junto con la localidad de Llubí son las dos únicas localidades donde se producen de forma natural.

### Mercado
Los jueves y sábados se hace el mercado semanal. Los jueves algunas paradas se ponen delante del ayuntamiento y otras en la plaza de la Cruz.

### Fiestas
- El patrón del municipio es San Julián. El día de San Julián es el 9 de enero, cuando se celebra una fiesta local.

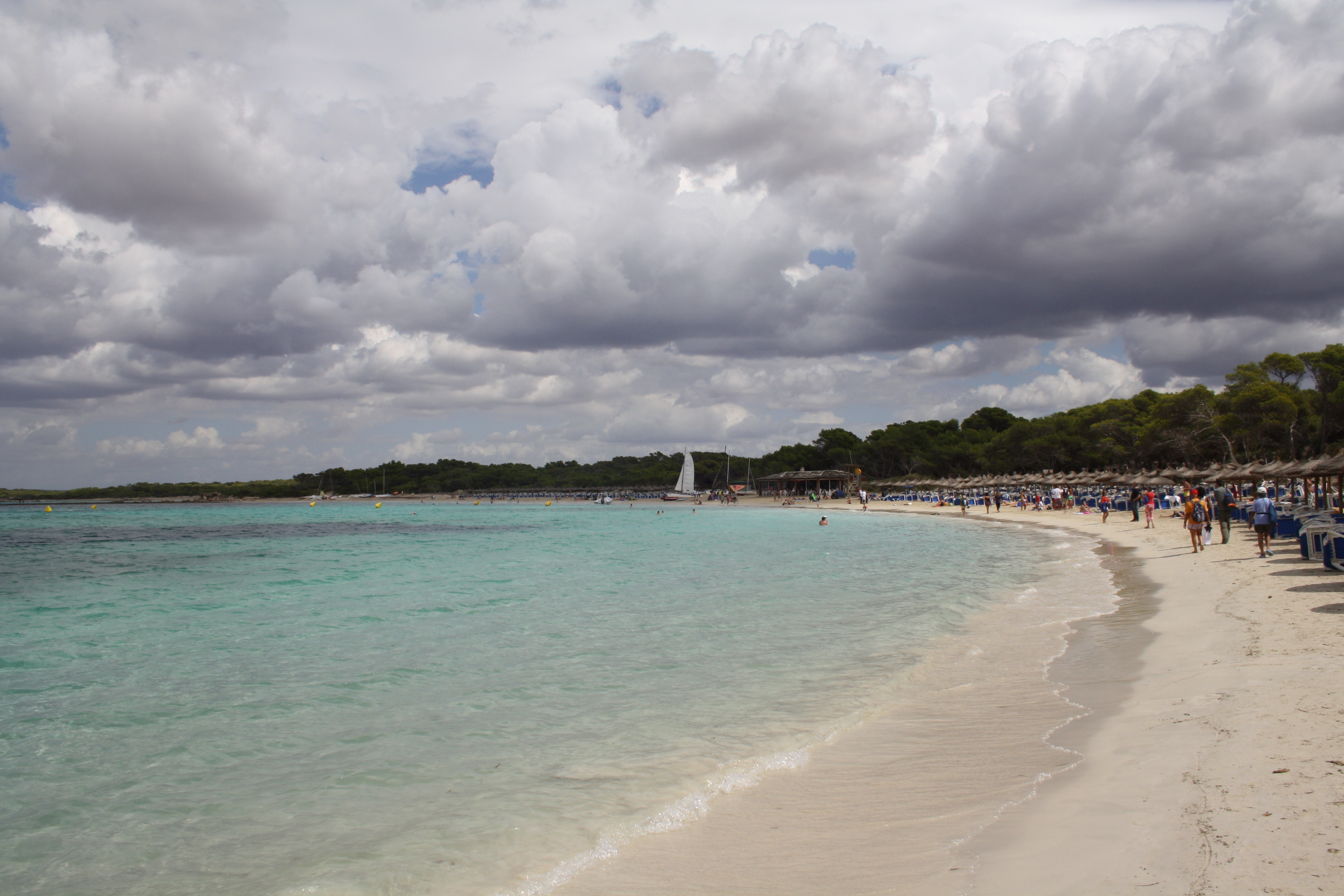
Playa del Trench

- El 3 de febrero es San Blas, y en el llogaret con el mismo nombre se celebra una gran fiesta, con paella en la plaza y misa en la capilla de San Blas. Se suele celebrar el sábado siguiente.
- El segundo domingo de mayo se celebra la Feria de Mayo, especialmente conocida por las vacas que se trasladan en la calle de ses Rondes para que la gente del pueblo y los turistas las puedan ver. Pero hay más muestras, como la de cocina o la de vinos y quesos.
- El 16 de julio son las fiestas de la Virgen del Carmen en La Rápita.
- El 15 de agosto (Virgen de Agosto) se celebran las verbenas populares del pueblo. Se celebraba la fiestaPanxa Rotja (Barriga roja, debido al color rojizo de la tierra) para los más jóvenes que ha sido cambiada por el xifonfest; también hay "Revival" y gran verbena con actuaciones varias y un gran castillo de fuegos artificiales.
- El tercer jueves de octubre se celebra la Feria de octubre, y el sábado, durante unos años se celebró la Feria medieval.
  - Desde el octubre de 2008, en la Feria de octubre se hace la Feria de la sobrasada; al principio era en la Plaza de ca'n Pere Ignasi, actualmente se celebra dentro y delante del auditorio del pueblo.[9]
  - Actualmente ya no se llama Feria de la sobrasada, pero en la calle entre el auditorio y el convento se sirven sobrasadas, frito mallorquín y otros productos de matances.[10]
- El 26 de noviembre se celebra la fiesta de Santa Catalina con los foguerons (hogueras) como protagonistas. La fiesta se celebra alrededor de estos fuegos preparados por las distintas asociaciones y entidades del pueblo.

Muchas de las fiestas suelen hacerse delante del ayuntamiento y en sus alrededores.